# Jean-Claude Idée
Jean-Claude Idée est le nom de scène de Jean-Claude Duquesne, né le 27 novembre 1951 à Ixelles et mort le 26 août 2022 à Auderghem, un metteur en scène, auteur, directeur de deux ASBL de théâtre (le Magasin d'écriture théâtrale et les Universités populaires du théâtre) et dramaturge franco-belge.

## Biographie
Jean-Claude Idée est né le 27 novembre 1951. Très tôt attiré par le théâtre, il est admis au Conservatoire royal de Bruxelles en 1968.
En quarante ans, il a signé la mise en scène de plus d'une centaine de spectacles, principalement à Bruxelles et à Paris. Il est l'auteur de plusieurs pièces, et de nombreuses adaptations et traductions de pièces étrangères. En 1989, il fonde le Magasin d'écriture théâtrale qui a pour mission de faire découvrir, par le biais de lectures-spectacles, des pièces contemporaines,.
Il a connu un succès particulier avec sa mise en scène de L’Allée du Roi, dont il a fait une adaptation théâtrale en collaboration avec la romancière Françoise Chandernagor.
De 1998 à 2006, il a été codirecteur du Festival de théâtre de Spa (Belgique). Il a collaboré pendant dix ans avec le Festival des francophonies en Limousin.
En mai 2012, avec le philosophe Michel Onfray, il crée les Universités populaires du théâtre,. Cette université itinérante du théâtre philosophique, gratuite et ouverte à tous, multiplie depuis lors les lectures-spectacles en France et en Belgique.
Jean-Claude Idée se réclame de la pensée de Jean Vilar et de la pratique du TNP.
Il était professeur d'art dramatique à l'Académie de musique d'Auderghem, de 1975 à 2009, et au Conservatoire royal de Bruxelles de 2009 à 2018.
Le 26 août 2022, à la suite d'un combat d'un an contre deux cancers successifs, il décède à son domicile à Auderghem auprès de ses proches.

## Mises en scène

### Années 2010
- 2018 : Le Mémento, d'après Jean Vilar, adaptation de Jean-Claude Idée, Théâtre 14, Paris
- 2017 : Meilleurs alliés, d'Hervé Bentégeat, Théâtre des Trois Soleils, Avignon, Théâtre du Petit Montparnasse, Paris, et Comédie Claude Volter, Bruxelles
- 2017 : Parce que c'était lui, de Jean-Claude Idée, Comédie Claude Volter, Bruxelles
- 2016 : Saint-Exupéry à New York, de Jean-Claude Idée, Atelier-Théâtre Jean-Vilar, Louvain-la-Neuve
- 2016 : L'Accusateur, de Pascal Vrebos, Théâtre de Poche, Bruxelles
- 2016 : La colère du tigre, de Philippe Madral, Comédie Claude Volter, Bruxelles
- 2016 : Les Démineuses, de Milka Assaf, Atelier-Théâtre Jean-Vilar, Louvain-la-Neuve
- 2014 : Parce que c'était lui - Montaigne & La Boétie, de Jean-Claude Idée, Théâtre du Petit Montparnasse, Paris
- 2013 : Sortie de scène, de Nicolas Bedos, Théâtre royal des Galeries, Bruxelles
- 2013 : Chaos, de Mika Myllyaho (fi), adaptation de Jean-Claude Idée, Festival de Théâtre de Spa
- 2012 : Démocratie (théâtre) (en), de Michael Frayn, Théâtre 14, Paris, Aulna Magna, Louvain-la-Neuve, Festival de théâtre de Spa, Centre culturel régional de Dinant, Centre culturel d'Uccle, Comédie Claude Volter, Atelier Théâtre Jean Vilar, Centre culturel de l'Arrondissement de Huy, Centre culturel d'Ottignies-Louvain-la-Neuve, Le Palace, Ath
- 2012 : Vieilles chansons maléfiques de Jon Marans, Festival de Théâtre de Spa
- 2012 : Panik, de Mika Myllyaho (fi), adaptation de Jean-Claude Idée et de Thomas Joussier, Théâtre Saint-Georges, Paris
- 2012 : Don Camillo, d'après l'œuvre de Giovanni Guareschi, adaptation de Patrick de Longrée, Villers-la-Ville
- 2012 : L'Allée du Roi, de Françoise Chandernagor, adaptation de Jean-Claude Idée, Atelier Théâtre Jean Vilar, Louvain-la-Neuve
- 2011 : Ovide était mon maître, de Jean-Claude Idée, Théâtre du Chêne Noir, Avignon
- 2011 : Les Caprices de Marianne et Fantasio, d'Alfred de Musset, Théâtre royal du Parc, Bruxelles
- 2011 : Amen (Le Vicaire) de Rolf Hochhuth, adaptation de Fabrice Gardin, Théâtre royal des Galeries
- 2010 : Autant en emporte l'argent, de Ron Hutchinson, adaptation de Jean-Claude Idée, Théâtre royal du Parc, Bruxelles
- 2010 : L'Allée du Roi, de Françoise Chandernagor, adaptation de Jean-Claude Idée, Théâtre Le Public, Bruxelles
- 2010 : Le Neveu de Rameau et Supplément au voyage de Bougainville, de Denis Diderot, adaptation de Jean-Claude Idée, Théâtre royal du Parc, Bruxelles
- 2010 : La Visite de la vieille dame, de Friedrich Dürrenmatt, mise en scène de Jean-Claude Idée, Théâtre Royal des Galeries, Bruxelles

### Années 2000
- 2009 : La Folle de Chaillot, de Jean Giraudoux, Théâtre royal du Parc, Bruxelles
- 2009 : La Nuit la plus longue, de François Ost, Comédie Claude Volter, Bruxelles
- 2009 : L'Apostat, de Régis Debray, Festival de Spa, et Théâtre Blocry, Louvain-la-Neuve
- 2009 : Le Piano de Staline, de David Pownall, adaptation de Jean-Claude Idée, Théâtre royal du Parc, Bruxelles
- 2009 : Erasme et Pantagruel, de Jean-Claude Idée, Théâtre royal du Parc, Bruxelles
- 2008 : La Guerre de Troie n'aura pas lieu, de Jean Giraudoux, Théâtre royal du Parc, Bruxelles
- 2008 : L'Allée du Roi de Françoise Chandernagor, adaptation de Jean-Claude Idée, Théâtre royal des Galeries, Bruxelles, et tournée en France, dont Théâtre Daunou, Paris
- 2007 : Candide de Voltaire, version scénique de Jean-Claude Idée, Théâtre royal du Parc, Bruxelles
- 2007 : Le Songe d'une Nuit d'Été de Shakespeare, adaptation de Jean-Claude Idée, Théâtre royal du Parc
- 2007 : L'Accusateur, de Pascal Vrebos, Théâtre de la Valette, Bruxelles
- 2006 : Amadeus de Peter Shaffer, adaptation de Quentin P., Théâtre royal du Parc, Bruxelles
- 2006 : PROF ! de Jean-Pierre Dopagne, Comédie des Champs-Élysées, Paris
- 2006 : Trois années, d'Anton Tchekhov, Théâtre du Petit Montparnasse, Paris
- 2005 : Don Quichotte de Cervantès, traduction et adaptation de Jean-Claude Idée, Théâtre royal du Parc, Bruxelles
- 2005 : Caligula, d'Albert Camus, Théâtre royal des Galeries, Bruxelles
- 2004 : À Torts et à Raisons, de Ronald Harwood, Théâtre royal du Parc, Bruxelles
- 2004 : L'École des Femmes, de Molière, Théâtre royal du Parc, Bruxelles
- 2004 : La Clairière, de Jacques-Pierre Amette, Théâtre royal du Parc, Bruxelles
- 2004 : L'Homme, la Bête et la Vertu, de Luigi Pirandello, Théâtre Montparnasse, Paris
- 2003 : Cyrano de Bergerac, d'Edmond Rostand, Théâtre Royal des Galeries, Bruxelles
- 2003 : L'Hôtel des Deux Mondes, d'Éric-Emmanuel Schmitt, Théâtre Royal des Galeries, Bruxelles
- 2003 : Entrechats, de Pascal Vrebos, Théâtre royal du Parc, Bruxelles
- 2003 : La Dernière Salve, de Jean-Claudfe Brisville, Comédie Claude Volter, Bruxelles
- 2002 : L'Architecte, de Jean Verdun, Théâtre royal du Parc, Bruxelles
- 2002 : Le Diable et le Bon Dieu, de Jean-Paul Sartre, Théâtre royal du Parc, Bruxelles
- 2002 : La Cruche Cassée, d'Heinrich von Kleist, adaptation de Jacques De Decker, Théâtre royal du Parc, Bruxelles
- 2002 : PROF ! de Jean-Pierre Dopagne, Théâtre de la Gaîté-Montparnasse, Paris
- 2001 : Transferts, de Jean-Pierre About, Théâtre Montparnasse, Paris
- 2001 : Un Bi-Choco sous le Sofa et Une femme de lettres, d'Alan Bennett, Théâtre Tristan Bernard, Paris, Théâtre royal du Parc, Bruxelles
- 2001 : Copenhague, de Michael Frayn, Théâtre royal du Parc, Bruxelles, Atelier Théâtre Jean Vilar, Louvain-la-Neuve, Festival de Théâtre de Spa
- 2000 : Le Magnolia de Jacques De Decker, Théâtre royal du Parc, Bruxelles
- 2000 : Faust, Goethe et les Autres, de Jean-Claude Idée, Théâtre royal du Parc, Bruxelles
- 2000 : Moi mais en Mieux, de Jean-Noël Fenwick, Théâtre de la Michodière, Paris, Théâtre Princesse Grace, Monaco

### Années 1990
- 1999 : L'Avare, de Molière, Théâtre royal du Parc, Bruxelles, Festival du Théâtre de Spa, Atelier Théâtre Jean Vilar, Louvain-la-Neuve
- 1999 : Les Indépendan-tristes, de William Sassine, Festival des Francophonies en Limousin, Centre Wallonie-Bruxelles, Paris, Théâtre de Poche, Bruxelles, et tournée en Afrique francophone
- 1999 : Bach-Haendel - Rencontre possible, de Paul Barz, adaptation de Jacques De Decker, Comédie Claude Volter, Bruxelles
- 1999 : Egmont de Goethe, adaptation de Jacques De Decker, Théâtre Royal des Galeries, Bruxelles, Cour d'Honneur de l'Hôtel de Ville de Bruxelles
- 1998 : Le Diable et la Favorite, de John Peacock, Théâtre royal du Parc, Bruxelles
- 1998 : La Soif et la Faim, d'Eugène Ionesco, Festival de Théâtre de Spa, Théâtre royal du Parc, Bruxelles, Théâtre Montansier, Versailles
- 1998 : Le Jeu de l'Amour et du Hasard de Marivaux, Théâtre Royal des Galeries, Bruxelles
- 1997 : Le Roi se meurt d'Eugène Ionesco, Théâtre Royal des Galeries, Bruxelles
- 1997 : Mad(e) in England d'Alan Bennett, Théâtre du Petit Montparnasse, Paris
- 1996 : Louis II de Bavière, Fou de Bernard Renan, Théâtre royal du Parc, Bruxelles
- 1996 : Crime et Châtiment de Dostoïevski, Théâtre Mouffetard, Paris
- 1996 : Le Bal des voleurs de Jean Anouilh, Théâtre Montparnasse, Paris
- 1996 : La Délibération de Pierre Belfond, Théâtre Montparnasse, Paris
- 1995 : Le Martin pêcheur de William Douglas-Home, Théâtre Saint-Georges, Paris
- 1995 : Rhinocéros d'Eugène Ionesco, Théâtre royal du Parc, Bruxelles
- 1994 : Moi Clymnestre de Jean-Claude Idée, Théâtre royal du Parc, Bruxelles
- 1994 : Voltaire-Rousseau de Jean-François Prévand, Théâtre royal du Parc, Bruxelles
- 1994 : L'Allée du Roi de Françoise Changernagor et de Jean-Claude Idée, Théâtre Montparnasse, Paris
- 1993 : Les Sanctuaires de Victoria Swann de René Lambert, Théâtre royal du Parc, Bruxelles
- 1993 : Charlotte ou la Nuit mexicaine de Liliane Wouters, Festival de Théâtre de Spa et Théâtre Royal du Parc, Bruxelles
- 1993 : Appassionata de Jacques-Pierre Amette, Théâtre du Résidence Palace, Bruxelles
- 1993 : Le Conseil de Discipline de Slimane Benaïssa, Théâtre du Résidence Palace, Bruxelles
- 1993 : Écrit au cœur de la nuit d'Emilio Carballido, Théâtre du Résidence Palace, Bruxelles
- 1992 : Le Singe dans la bouteille de René Lambert, Théâtre du Rideau de Bruxelles, Bruxelles
- 1991 : Hamlet de Shakespeare, Théâtre royal du Parc, Bruxelles
- 1991 : L'Ombre du Soleil d'Anne-Lise Malval et Jean-Claude Idée, d'après L'Allée du Roi de Françoise Chandernagor, Théâtre royal du Parc, Bruxelles
- 1991 : La vieille folle de Nadine Monfils, Palais des Beaux-Arts, Bruxelles
- 1991 : La rose aux deux parfums d'Emilio Carballido, Espace Senghor, Bruxelles
- 1990 : Knock ou Le triomphe de la médecine de Jules Romains, Théâtre Royal des Galeries, Bruxelles
- 1990 : Le Maître Nageur de Jacques-Pierre Amette, Théâtre du Rideau de Bruxelles, Bruxelles
- 1990 : Dom Juan de Molière, Théâtre Royal du Parc, Bruxelles

### Années 1980
- 1989 : Les Mains Sales de Jean-Paul Sartre, Théâtre Royal du Parc, Bruxelles
- 1988 : Les Femmes savantes rue de la Loi de Jacques Hislaire, Théâtre Royal des Galeries, Bruxelles
- 1987 : Tranches de Dimanches de Jacques De Decker, Théâtre Molière, Paris
- 1986 : L’Enfant Enfui de Sam Shepard, Théâtre de l’Ancre, Charleroi
- 1985 : Tête d’Or de Paul Claudel, Théâtre Royal du Parc, Bruxelles
- 1985 : Noces de Sang de Federico García Lorca, Théâtre de l’Esprit Frappeur, Bruxelles
- 1984 : Le Legs et l’Épreuve de Marivaux, Théâtre Royal du Parc, Bruxelles
- 1984 : Les Femmes Savantes de Molière, Théâtre Royal des Galeries, Bruxelles
- 1984 : Bella, Marie, Tim et Harry vont à la Mer de Ted Whitehaed, adaptation française de Jacques De Decker, Théâtre de l’Ancre, Charleroi, Théâtre de Poche, Bruxelles, et tournée en France
- 1984 : L’Ouest le vrai de Sam Shepard, adaptation de Rudi Coupez, Théâtre National de Belgique, Bruxelles, et tournée en Belgique
- 1983 : L’Enfant de Salomon de Tom Dulack, Théâtre National de Belgique, Bruxelles, et tournée en Belgique
- 1983 : Les Fourberies de Scapin de Molière, Théâtre Royal des Galeries, Bruxelles
- 1983 : Du Côté de chez l’Autre d'Alan Ayckbourn, adaptation de Francis Veber, Théâtre Royal des Galeries, Bruxelles
- 1983 : Barouf à Chioggia de Carlo Goldoni, adaptation de Thilde Barboni et Jean-Claude Idée, Théâtre Royal du Parc, Bruxelles
- 1982 : Antigone de Jean Anouilh, précédé de Impromptu de Jacques Hislaire, Théâtre Royal des Galeries, Bruxelles, Centre Culturel d'Uccle, Bruxelles, Théâtre Royal, Namur, Centre Culturel 104, Liège
- 1982 : Tartuffe de Molière, Théâtre Royal des Galeries, Bruxelles, Centre Culturel 104, Liège, Théâtre Royal, Namur
- 1982 : Le Misanthrope de Molière, Théâtre du Nouveau Gymnase, Liège, et tournée en Belgique
- 1982 : L’Azote et La Baby-sitter de René de Obaldia, Théâtre du Nouveau Gymnase, Liège
- 1982 : Et nos Amours, d'après Guillaume Apollinaire, spectacle musical de Vincent Grass et Jean-Claude Idée, Centre Culturel d’Auderghem, Bruxelles, Théâtre du Nouveau Gymnase, Liège, Théâtre Fontaine, Paris et Théâtre 14, Paris
- 1981: Le malade Imaginaire de Molière, avec cinq nouveaux intermèdes de Jean-Claude Idée, Théâtre Royal des Galeries, Bruxelles, Centre Culturel 104, Liège

### Années 1970
- 1979 : Les Voyages de Kwiebe-Kwiebus de Michel de Ghelderode, adaptation de Jean-Claude Idée, Théâtre du Miroir, Bruxelles, tournée en Belgique
- 1979 : Le Saut du Gol de Jean-Claude Idée, Palais des Beaux-Arts, Bruxelles
- 1979 : Entretiens avec Beethoven de Bernard Degroote, Alexandre von Sivers et Michel Jaumain, Théâtre de l’Esprit Frappeur, Bruxelles
- 1977 : La Maison des Dieux Morts de Jean-Claude Idée, Palais des Beaux-Arts, Bruxelles
- 1977 : Le Double de Dostoïevski, Centre Culturel de Woluwe-Saint-Pierre, Bruxelles
- 1975 : Gaspard de la Nuit d'Aloysius Bertrand, Conservatoire royal de Bruxelles, Bruxelles
- 1973 : Hamlet de Jules Laforgue, Théâtre du Rideau de Bruxelles, Bruxelles
- 1973 : Tchekhov, l’Homme en Étuis d'Alexandre von Sivers, Pierre Pivin, Josiane Grobben et Jean-Claude Idée, Théâtre de l’Esprit Frappeur, Bruxelles
- 1972 : Le Cid de Pierre Corneille, mise en scène avec Claude Étienne, théâtre du Rideau, Bruxelles
- 1972 : Britannicus de Jean Racine, Théâtre de l’Esprit Frappeur, Bruxelles
- 1971 : La Méprise de Marivaux, Conservatoire royal de Bruxelles, Bruxelles

## Mises en ondes
Entre 1975 et 1985, Jean-Claude Idée met en ondes une trentaine d'œuvres pour le Service dramatique Radio de la RTBF.

## Comédien
Entre 1969 et 1982, Jean-Claude Idée joue une trentaine de rôles au Théâtre du Rideau de Bruxelles, au Théâtre royal des Galeries, au Théâtre national de Belgique...

## Auteur, traducteur et adaptateur

### Dans le cadre desUniversités populaires du théâtre
- Jean-Claude Idée et Michel Onfray (préface), Manifeste pour une Université Populaire du Théâtre, Bruxelles, Éditions Autrement, avril 2013, 109 p. (ISBN 978-2-7467-3510-1)
- Jean-Claude Idée, Parce que c'était lui : Cahier N°1 : Montaigne - La Boétie, Bruxelles, Édition Samsa s.p.r.l., janvier 2014, 106 p. (ISBN 978-2-87593-006-4)
- Jean-Claude Idée, Jaurès : Cahier N° 2 : Humaniste, philosophe, visionnaire, Bruxelles, Édition Samsa s.p.r.l., mai 2014, 210 p. (ISBN 978-2-87593-022-4)
- Jean-Claude Idée, Célestin Freinet : Cahier N°3, Bruxelles, Édition Samsa s.p.r.l., 2015 (ISBN 978-2-87593-053-8)
- Jean-Claude Idée, Trois hommes pour toutes les saisons : Erasme, Thomas More, Rabelais, Bruxelles, Édition Samsa s.p.r.l., octobre 2016 (ISBN 978-2-87593-098-9)
- Jean-Claude Idée, Un grand roi : Catherine de Médicis, Bruxelles, Édition Samsa s.p.r.l., décembre 2016, 75 p. (ISBN 978-2-87593-102-3)
- Jean-Claude Idée, Korczak : la tête haute, Bruxelles, Édition Samsa s.p.r.l., juin 2017, 105 p. (ISBN 978-2-87593-106-1)
- Jean-Claude Idée, Hymne à la liberté : Histoire de la rédation, à Ferney, du Dictionnaire Philosophique Voltaire, Bruxelles, Édition Samsa s.p.r.l., octobre 2017, 76 p. (ISBN 978-2-87593-151-1)
- Jean-Claude Idée, Saint-Exupéry à New York : La naissance du Petit Prince, Bruxelles, Édition Samsa s.p.r.l., novembre 2017, 91 p. (ISBN 978-2-87593-100-9)
- Jean-Claude Idée, "A bas Guillaume !" : ou la chanson du "mal-aimé", Bruxelles, Édition Samsa s.p.r.l., 2018, 96 p. (ISBN 978-2-87593-211-2)
- Jean-Claude Idée (adaptation), Précis des événements arrivés à Bruxelles et dans les autres villes de la Belgique : du 25 août au 4 octobre 1830 (adaptation d'un ouvrage anonyme publié en octobre 1830), septembre 2018 (ISBN 978-2-87593-203-7)
- Jean-Claude Idée, Victor Hugo à la tribune, Bruxelles, Édition Samsa s.p.r.l., mars 2020, 58 p. (ISBN 978-2-87593-274-7)
- Jean-Claude Idée, Lin Zhao, Bruxelles, Édition Samsa s.p.r.l., février 2021 (ISBN 978-2-87593-350-8)
- Jean-Claude Idée (adaptation), Journal de l'année de la peste : Londres 1665 - Augmenté des témoignages de Thucydide, Galien et Boccace, Bruxelles, Édition Samsa s.p.r.l., juin 2021, 64 p. (ISBN 978-2-87593-372-0)
- Jean-Claude Idée, Saint-Ex à New York : nouvelle version, Bruxelles, Édition Samsa s.p.r.l., septembre 2021, 94 p. (ISBN 978-2-87593-374-4)
- Jean-Claude Idée, Rachel Carson : Le Silence des oiseaux, Bruxelles, Édition Samsa s.p.r.l., 2021, 80 p. (ISBN 978-2-87593-370-6)
- Jean-Claude Idée, Boulevard Pasteur, Bruxelles, Édition Samsa s.p.r.l., septembre 2022 (ISBN 978-2-87593-420-8)

### Parmi les pièces écrites
- Jean-Claude Idée, Théâtre Montparnasse (coproducteur) et Atelier Théâtre Actuel (coproducteur), Ovide était mon maître ou l'Art d'aimer, L'Avant-scène théâtre, Paris, Festival d'Avignon 2011, Théâtre du Chêne noir, Éditions des Quatre-Vents, 2011
- Jean-Claude Idée et Patrice Kerbrat (mise en scène), La Nuit de l'audience, L'Avant-scène Théâtre et Théâtre du Petit Montparnasse, Paris, Éditions des Quatre-Vents, 2009
- Jean-Claude Idée, Erasme et Pantagruel, Théâtre Royal du Parc, Éditions de l'Amandier, 2009
- Jean-Claude Idée, Faust, Goethe et les Autres, Théâtre Royal du Parc, 2000
- Jean-Claude Idée, Moi, Clytemnestre, Théâtre Royal du Parc, 1994
- Jean-Claude Idée, Les Atrides, Atelier théâtral de l'Académie d'Auderghem, 1990
  - Lauréat du concours National Inter-Académies
- Jean-Claude Idée, Plaisirs d'Amours, Théâtre Montparnasse, Paris, 1988
- Jean-Claude Idée, Le Jeu d'Esther, Atelier théâtral de l'Académie d'Auderghem, 1988
- Jean-Claude Idée, La Folie Van Der Goes, Centre Culturel du Rouge-Cloître, Bruxelles, Éditions Le Cri, 1982
- Jean-Claude Idée, La Maison des Dieux Morts, Théâtre du Rideau, Bruxelles, Éditions Le Cri, 1977
- Jean-Claude Idée, Dure vie que la vie d'Artiste, RTBF TV, 1976
- Jean-Claude Idée, Le saut du Gol, Théâtre du Rideau, Bruxelles, 1976
- Jean-Claude Idée, Alexandre Von Sivers et G. Grobben, Tchékov, l'Homme en Etuis, Théâtre du Rideau, Bruxelles, 1973
- Jean-Claude Idée, Les jeux de la Lune et du Temps qui passe, Théâtre du Rideau, Bruxelles, 1972
- Elles et moi
- Rivages
- Et nos amours

### Parmi les pièces adaptées
- Denis Diderot et Jean-Claude Idée (adaptation), Le Neveu de Rameau et Supplément au voyage de Bougainville, Théâtre Royal du Parc, 2010
- François Ost et Jean-Claude Idée (adaptation), La Nuit la plus longue, Comédie Claude Volter, Bruxelles, 2009
- David Pownall et Jean-Claude Idée (adaptation), Le Piano de Staline, Théâtre Royal du Parc, Bruxelles, 2009
- Voltaire et Jean-Claude Idée (adaptation), Candide, Théâtre Royal du Parc, Bruxelles, 2007
- Jean-Claude Idée, L'Allée du Roi, monologue pour le théâtre : d'après le roman de Françoise Chandernagor, Paris, Gallimard, coll. « Le Manteau d'Arlequin », 2007 (ISBN 2070784932, EAN 9782070784936)
- William Shakespeare et Jean-Claude Idée (adaptation), Le Songe d'une nuit d'été, Théâtre Royal du Parc, Bruxelles, 2007
- Cervantès et Jean-Claude Idée (adaptation), Don Quichotte, Théâtre Royal du Parc, Bruxelles, 2005
- Michel de Ghelderode et Jean-Claude Idée (adaptation), Les Voyages de Kwiebe-Kwiebus, Théâtre du Miroir
- Carlo Goldoni, Jean-Claude Idée (adaptation) et Thilde Barboni (adaptation), Barouf à Chioggia, Théâtre Royal du Parc, Bruxelles
- Molière et Jean-Claude Idée (adaptation), Cinq Intermèdes pour le Malade Imaginaire, Théâtre Royal du Parc, Bruxelles
- Guillaume Apollinaire, Jean-Claude Idée (adaptation) et Vincent Grass (Adaptation), Et nos Amours, Théâtre du Nouveau Gymnase, Liège, Théâtre Fontaine, Paris
- Emilio Carballido, Jean-Claude Idée (traduction et adaptation) et Pilar Arcas (Traduction), La Rose aux deux Parfums, Espace Senghor, Etterbeek
- Emilio Carballido et Jean-Claude Idée (adaptation), Ecrit au Coeur de la Nuit, Théâtre du Résidence Palace, Bruxelles
- Françoise Chandernagor et Jean-Claude Idée (adaptation), L'Allée du Roi : (Titre original: L'Ombre du soleil), Théâtre Royal du Parc, Bruxelles, théâtre Montparnasse, Paris, dans plusieurs tournées et au théâtre Daunou, Paris, 1991
- Fiodor Dostoïevski et Jean-Claude Idée (adaptation), Crime et Châtiment [« Преступление и наказание »], Théâtre Mouffetard, Paris
- Jacqueline Harpman et Jean-Claude Idée (adaptation), La Lucarne, Théâtre du Résidence Palace, Bruxelles
- Ovide et Jean-Claude Idée (adaptation), Ovide était mon Maître, Studio Théâtre de la Comédie Française, Paris
- Michel Marc Bouchard et Jean-Claude Idée (adaptation), La Poupée de Pélopia, Petit Théâtre du Palais des Beaux-Arts
- Hymne à la liberté, d'après Le Dictionnaire philosophique portatif de Voltaire, Éditions Samsa, Bruxelles, 2017
- La Nuit de l'audience, pièce coécrite avec Jean des Cars, Éditions des Quatre-Vents, Paris, 2009

## Traducteur
De l'anglais :
- Autant en emporte l'argent, de Ron Hutchinson
- Le Piano de Staline, de David Pownall
- Le Songe d'une nuit d'été, de Shakespeare

De l'espagnol :
- Écrit au Cœur de la Nuit, d'Emilio Carballido, Éditions Lansman, 1993
- La Rose aux deux Parfums, d'Emilio Carballido, traduit avec Pilar Arcas, Éditions Lansman, 1991
- Orénoque, d'Emilio Carballido

## Récompenses et distinctions
- Chevalier de l'ordre de Léopold en 2009[9]
- Chevalier de l'ordre des Arts et des Lettres en 2006[9]
- 2002 : Médaille civique de première classe[9]
- 2001 : Pour Copenhague, de Michael Frayn, Prix du meilleur spectacle de l'Union des Critiques Théâtrales et de la Commission Communautaire française de la Région de Bruxelles-Capitales
- 1995 : Pour L'Allée du Roi, de Françoise Chandernagor, 4 nominations aux Molières :
  - Catégorie Meilleur spectacle du théâtre privé[9]
  - Catégorie Meilleure comédienne avec Geneviève Casile
  - Catégorie Meilleur décorateur scénographe avec Nuno Corte-Real